# Mississippi Legislature

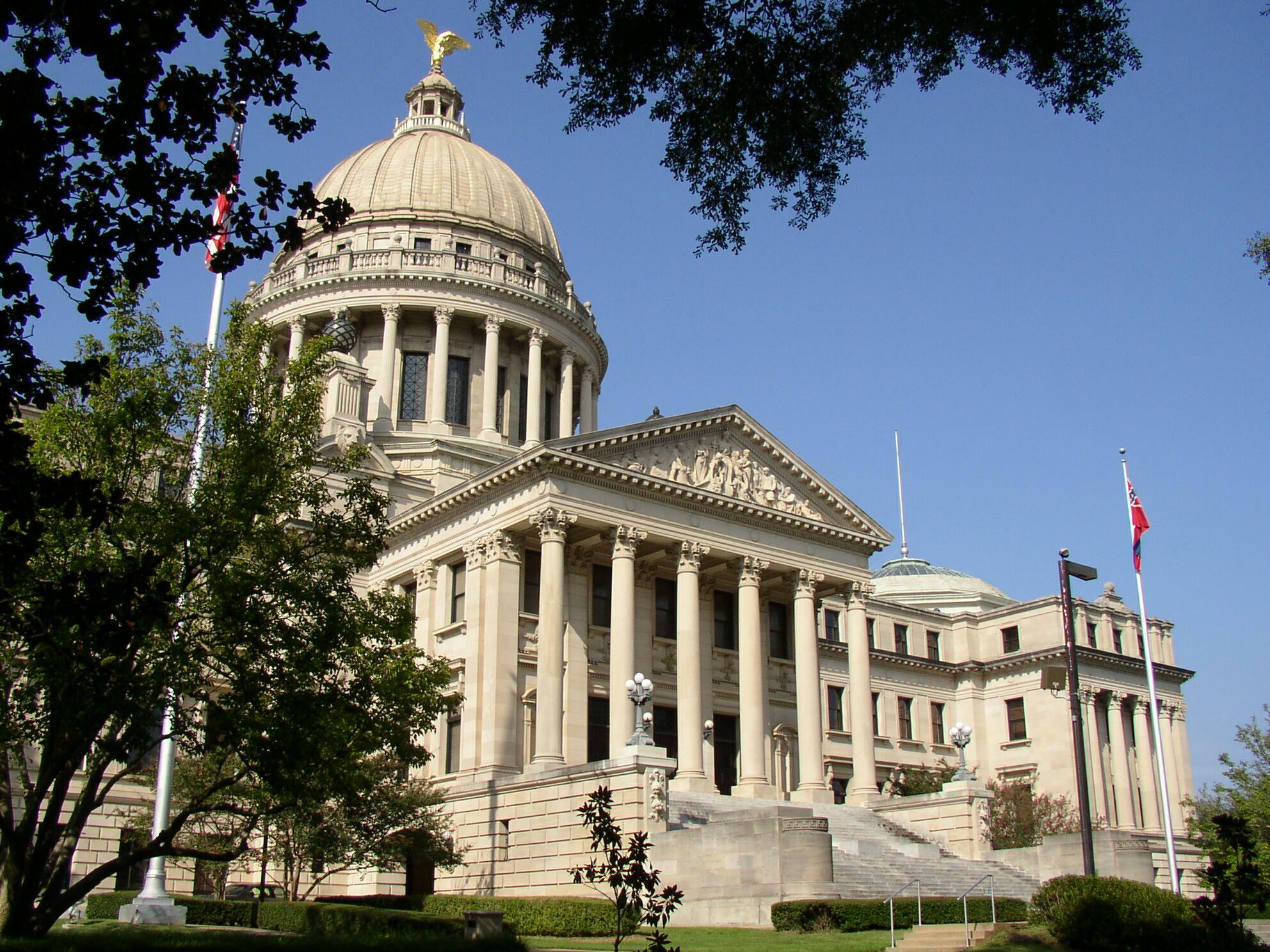
Die Legislature tagt im Mississippi State Capitol

Die Mississippi Legislature ist die State Legislature und damit die Legislative des US-Bundesstaats Mississippi. Sie wurde durch die staatliche Verfassung 1817 geschaffen und besteht aus dem Repräsentantenhaus von Mississippi, das als Unterhaus fungiert, sowie dem Senat von Mississippi als Oberhaus. Die Legislature tagt im Mississippi State Capitol in Jackson, das auch Sitz des Gouverneurs und seines Stellvertreters ist.
Das Repräsentantenhaus besteht aus 122 Mitgliedern, der Senat aus 52. Das Repräsentantenhaus wird für zwei Jahre gewählt. Die Amtszeit der Senatoren beträgt vier Jahre, jeweils die Hälfte des Senats wird gleichzeitig mit dem Repräsentantenhaus gewählt. Der Wahltag fällt mit dem des Bundeskongresses zusammen. In jedem Wahlbezirk werden ein Senator und zwei Mitglieder des Repräsentantenhauses gewählt, für letztere hat jeder Wähler daher zwei Stimmen.
Wählbar sind US-Bürger, die seit mindestens vier Jahren in Mississippi und mindestens zwei Jahren im entsprechenden Wahlbezirk leben, und die im Wählerregister eingetragen sind. Das Mindestalter beträgt 25 Jahre für den Senat, 21 Jahre für das Repräsentantenhaus.
Die National Conference of State Legislatures (NCSL) ordnet die Legislature von Mississippi als Teilzeitparlament „lite“ ein. Mit einer Vergütung von 23.500 USD pro Jahr und 151 USD pro Sitzungstag (2020) liegen die Abgeordneten im unteren Bereich der Staatsparlamentarier.